# Det våras för svärmor
Det våras för svärmor (originaltitel: The Twelve Chairs) är en amerikansk film från 1970 i regi av regissören Mel Brooks.

## Handling
Filmen utspelar sig 1927 i Sovjetunionen. Den tidigare adelsmannen, Ippolit Matveyevich Vorobyaninov, kallas till sin svärmors dödsbädd. Hon avslöjar att hon gömt ädelstenar i en av familjens tolv matsalsstolar. Något hon även, strax innan Ippolits ankomst, nämnt till prästen Fader Fyodor. 
I sitt forna hem träffar han den övernattande svindlaren Ostap Bender som kommer att bli hans följeslagare. De ger sig ut på jakt efter stolarna, med Fyodor hack i häl.

## Om filmen
Filmen bygger på  Ilja Ilf och Jevgenij Petrovs ryska roman Tolv stolar från 1928. Romanen har filmatiserats flera gånger, däribland i Sverige under titeln 13 stolar.

## Rollista (i urval)
| Ron Moody          | – Ippolit Vorobjaninov |
| Frank Langella     | – Ostap Bender         |
| Dom DeLuise        | – Father Fjodor        |
| Andréas Voutsinas  | – Nikolaj Sestrin      |
| Diana Coupland     | – Madame Bruns         |
| David Lander       | – Ingenjör Bruns       |
| Vlada Petric       | – Sevitskij            |
| Elaine Garreau     | – Klavdija Ivanova     |
| Robert Bernal      | – "Curator"            |
| Will Stampe        | – Nattvakt             |
| Bridget Brice      | – Ung kvinna           |
| Nicholas Smith     | – Skådespelare i pjäs  |
| Branka Veselinovic | – Natasja              |